# Selva di Progno
Selva di Progno (Progno in dialetto locale, Brunghe in cimbro) è un comune italiano di 908 abitanti della provincia di Verona in Veneto.

## Geografia fisica
Selva di Progno dista 38 chilometri da Verona. Rispetto al capoluogo è in direzione nord est.
Il territorio comunale si estende dall'alta Val d'Illasi alle pendici meridionali del Gruppo del Carega, al confine con le province di Trento e Vicenza.
Il territorio è compreso all'interno del Parco Naturale Regionale della Lessinia e fa parte della Comunità montana della Lessinia.
È collegato alle maggiori località turistiche della Lessinia (Malga San Giorgio, Bosco Chiesanuova ed Erbezzo) dalla strada provinciale SP13 dei Tredici Comuni, che ha inizio nella località di Fosse (nel comune di Sant'Anna d'Alfaedo) e termina, dopo aver percorso quasi 40 km per tutto l'altopiano, proprio nella Val d'Illasi.

## Origini del nome
L'etimo di "Progno" è pronus, "inclinato", che intende nella zona un "torrente".
Nella frazione di Giazza si parla tuttora l'idioma cimbro, localmente detto tauc'.

## Storia
Le popolazioni che per prime occuparono queste zone furono di origine bavaro-tirolese (i Cimbri) che alla fine del XII secolo, per concessione di un vescovo, poterono colonizzare le montagne. Questi popoli parlavano una lingua alto-tedesca, il cimbro, lingua ancora parlata da parte della popolazione di Giazza.

### Simboli
Lo stemma è stato riconosciuto con DCG del 21 agosto 1931.
L'albero simboleggia la selva mentre la fascia ondata d'argento rappresenta il torrente Progno.
Il gonfalone in uso è un drappo di azzurro.

## Monumenti e luoghi d'interesse
- Casa-museo di mons. Settimio Ferrazzetta, missionario, vescovo di Bissau.[9]
- Chiesa di Santa Maria Assunta

### Aree naturali
- Foresta Demaniale di Giazza

All'interno del Parco Naturale Regionale della Lessinia, è frutto di un'opera di rimboschimento. È delimitata a nord dal Gruppo del Carega, a ovest dai pascoli dell'alta Lessinia e ad est dalla Catena delle Tre Croci. Si estende su un territorio di circa 1904 ettari a cavallo delle province di Verona (1088 ettari), Trento (428 ettari) e Vicenza (388 ettari).
Il territorio è solcato da tre valli fluviali: la Val di Revolto, la Val Fraselle e la Val del Chiampo. Il clima della foresta è temperato freddo, con estati piuttosto calde e umide.
La vegetazione è molto varia e articolata e la fauna è rappresentata in modo particolare da uccelli, anfibi, rettili e mammiferi.

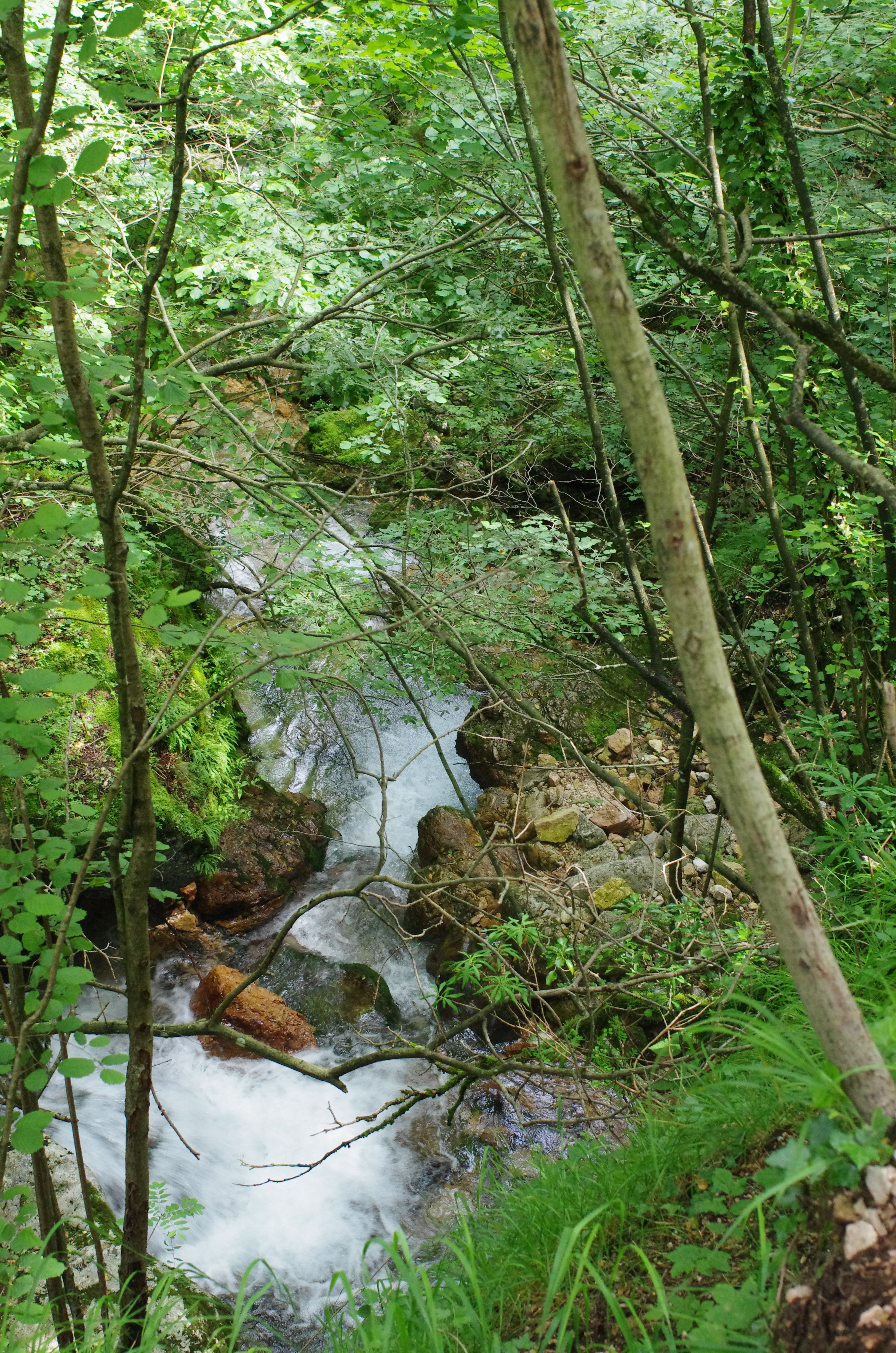
Val Fraselle
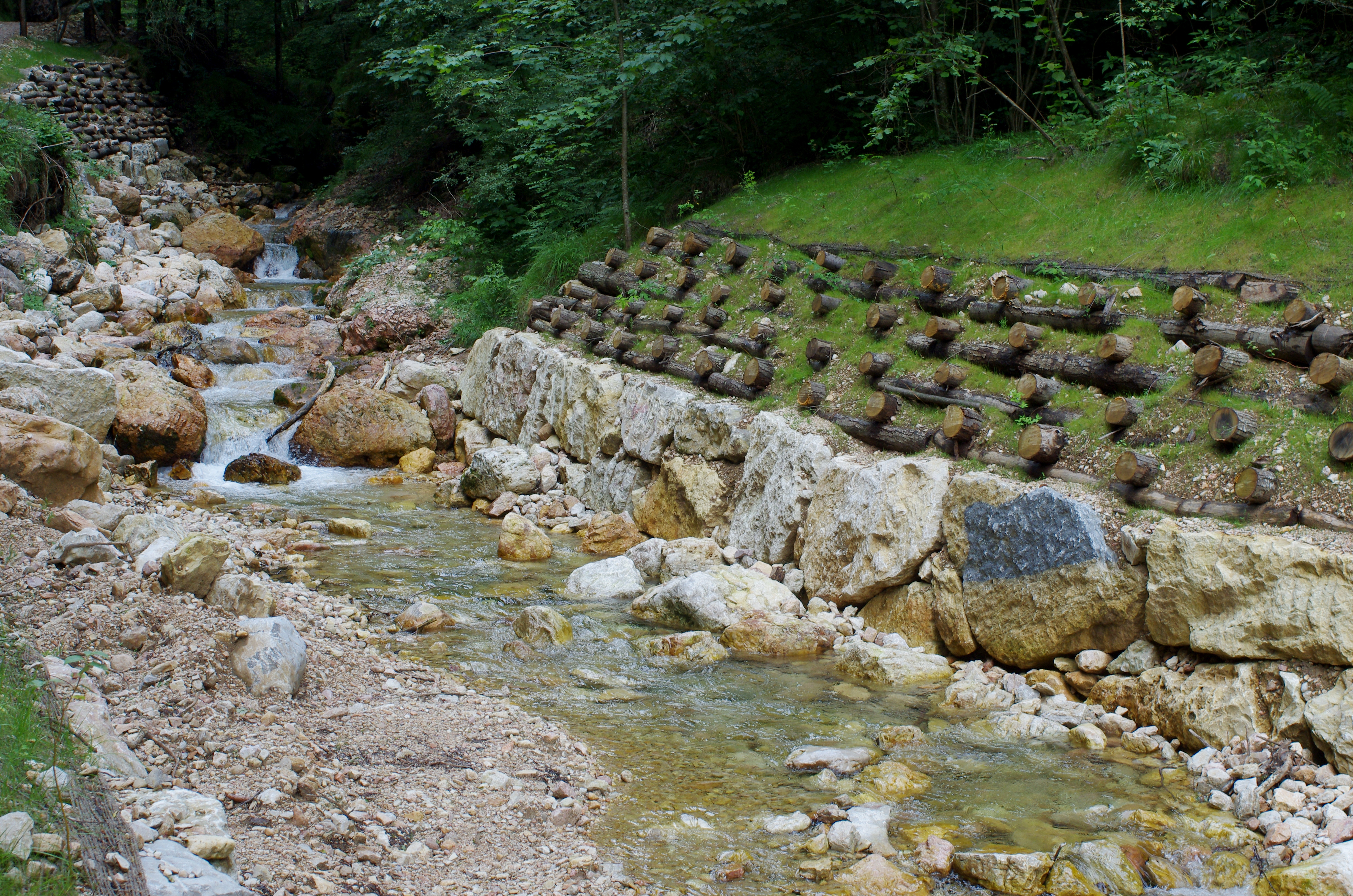
Val Fraselle
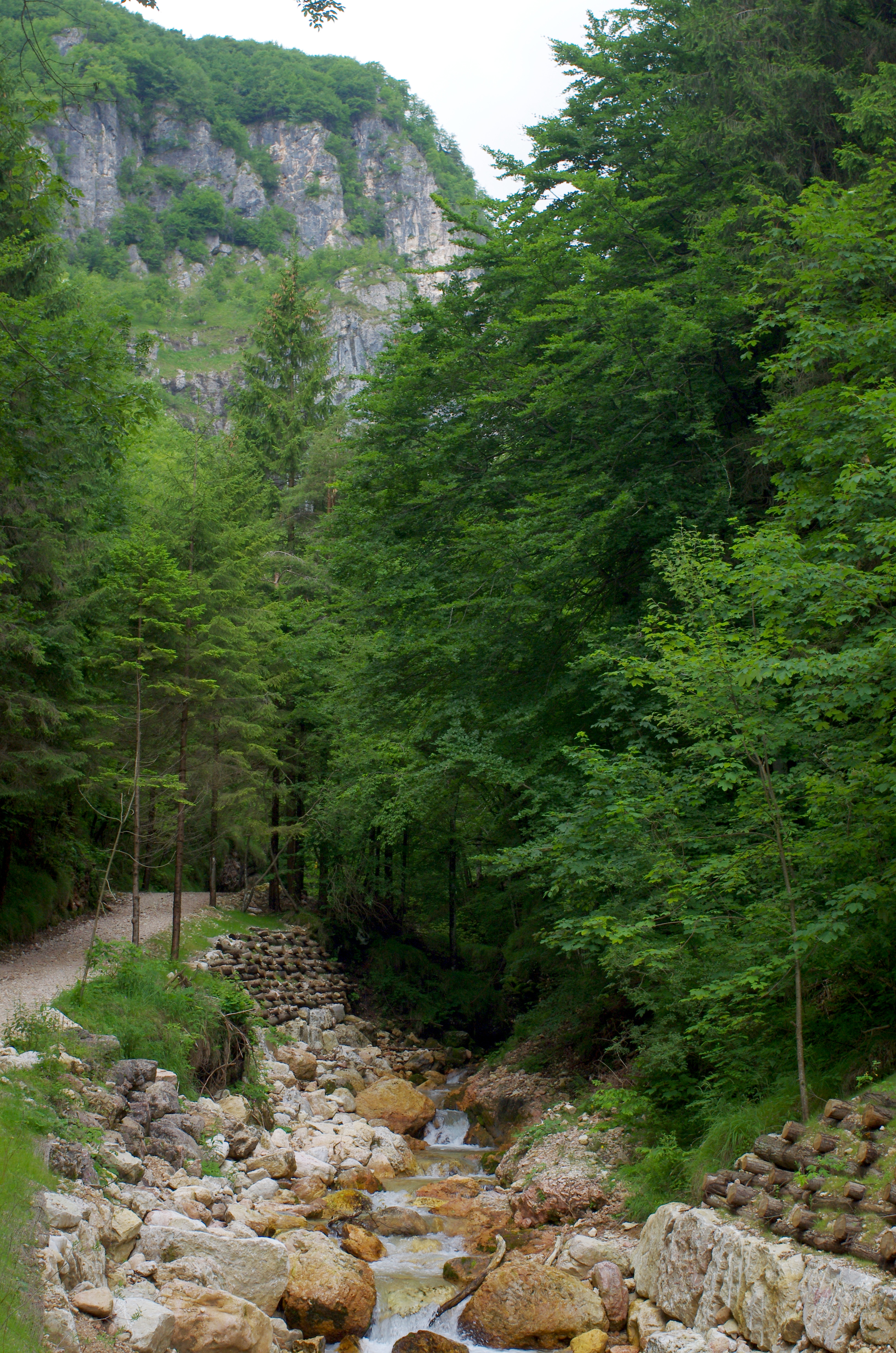
Val Fraselle
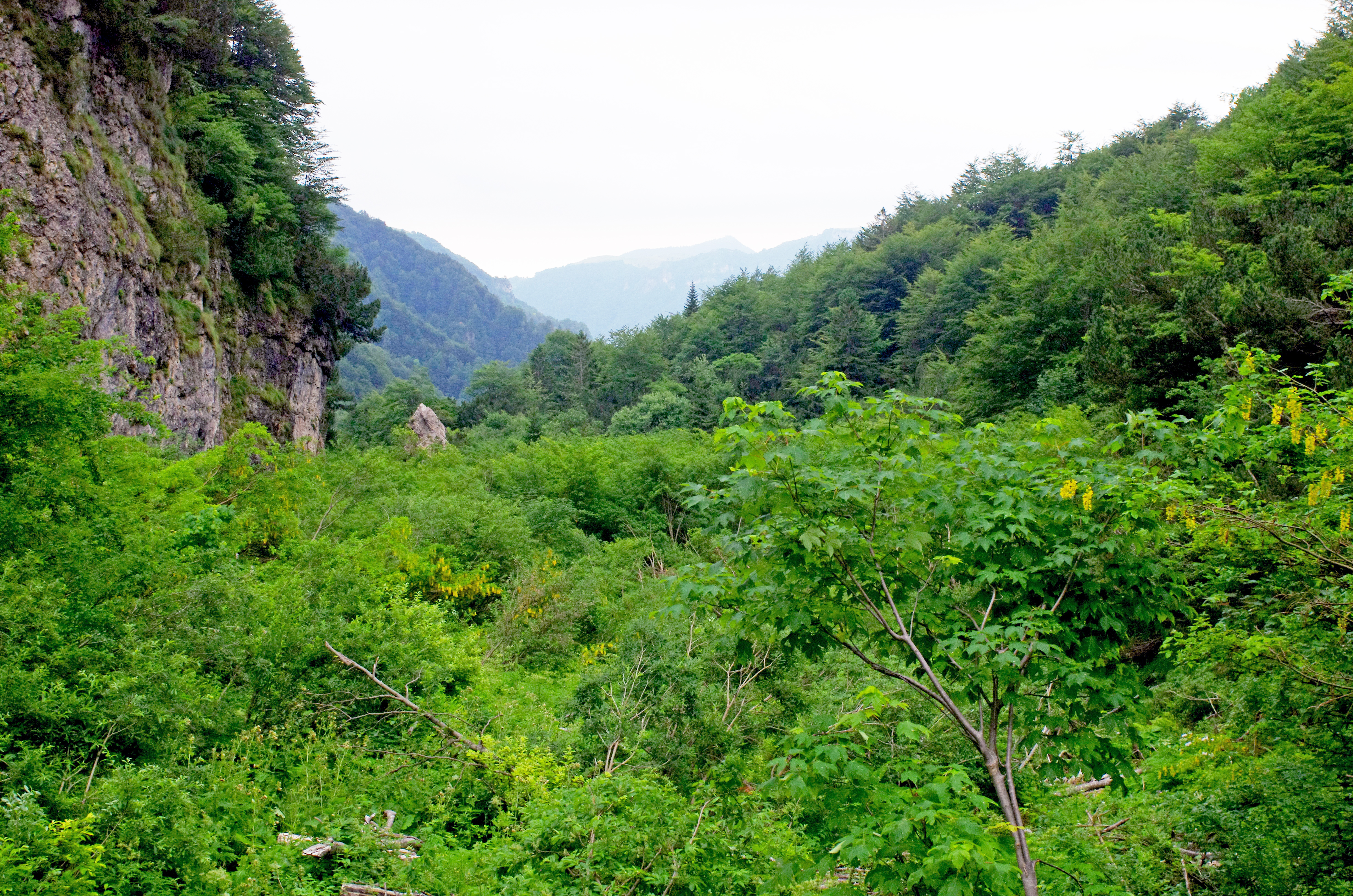
Val Fraselle

## Società

### Evoluzione demografica
Abitanti censiti

## Cultura

### Eventi
Voto della peste (prima domenica di luglio)
La prima domenica di luglio tradizionale processione con la statua della Madonna per assolvere un voto in condivisione con la popolazione di Velo Veronese. La tradizione si perde nella notte dei tempi e nasce da un voto fatto dalle comunità durante una pestilenza e che saldava una alleanza-amicizia fra due dei Tredici Comuni.
Sagra dell'Assunta
Il 15 agosto festa dell'Assunta titolare dell'omonima chiesa parrocchiale preceduta da un triduo di preparazione. Nel pomeriggio del 15 agosto si tiene la processione dell'Assunta. La pro loco organizza la parte civile della festa.
Festa del Derlo
La prima domenica di ottobre la festa del Derlo, tipico cesto che la tradizione vuole essere usato per il trasporto a spalla della legna. Pochi, ormai, anche in loco sono i produttori di questo cesto di legno.
Sagra di San Bartolomeo delle Montagne
Dopo l'Assunta, ha luogo un'esibizione di pistonieri con trombini.

## Geografia antropica

### Frazioni
San Bartolomeo delle Montagne, detto semplicemente San Bortolo (San Bòrtolo in veneto) si colloca sull'estremità orientale della Lessinia, alle pendici meridionali del Gruppo del Carega, al confine con la provincia di Vicenza; dista circa 11 km dal capoluogo e circa 40 km dal capoluogo di provincia. La frazione conta poco meno di 100 abitanti, si trova ad un'altitudine media di 918 m s.l.m. ed è sulla direttrice che porta a Crespadoro (in provincia di Vicenza), a Giazza e a Campofontana.

## Economia
L'economia locale si basa essenzialmente sul turismo naturalistico e gastronomico, sono sparse nel territorio molte aziende agrituristiche. È zona di produzione del formaggio Monte Veronese.

## Amministrazione
Fa parte della Comunità montana della Lessinia, e dell'area del Parco della Lessinia.
| Periodo     | Periodo     | Primo cittadino           | Partito                     | Carica  | Note   |
| ----------- | ----------- | ------------------------- | --------------------------- | ------- | ------ |
| giugno 1985 | giugno 1990 | Claudio Luigi Lucchi      | Democrazia Cristiana        | Sindaco | [ 11 ] |
| giugno 1990 | aprile 1995 | Claudio Luigi Lucchi      | Democrazia Cristiana        | Sindaco | [ 12 ] |
| aprile 1995 | giugno 1999 | Marco Antonio Cappelletti | Lista civica                | Sindaco | [ 13 ] |
| giugno 1999 | giugno 2004 | Marco Antonio Cappelletti | Lista civica                | Sindaco | [ 14 ] |
| giugno 2004 | giugno 2009 | Silvano Valcasara         | Lista civica                | Sindaco | [ 15 ] |
| giugno 2009 | maggio 2019 | Aldo Gugole               | Lista civica                | Sindaco | [ 16 ] |
| maggio 2019 | in carica   | Marco Antonio Cappelletti | Lista civica Insieme si può | Sindaco | [ 17 ] |